# Гонсалес Медина, Рубен
Рубен Антонио Гонсалес-Медина, C.M.F. (англ. Rubén Antonio González Medina, исп. Rubén González Medina; род. 9 февраля 1949, Сан-Хуан, Пуэрто-Рико) —  прелат Римско-католической церкви, 3-й епископ Кагуаса, 8-й епископ Понсе.

## Биография
Рубен Антонио Гонсалес-Медина родился 9 февраля 1949 года в Сан-Хуане на Пуэрто-Рико. В 1966 году стал послушником у кларетинов в Салватьерра, провинции Алава, в Испании. В 1967 году принёс временные монашеские обеты. С 1969 по 1973 год изучал философию и первый курс теологии в Кольменар-Вьехо в Мадриде. В 1972 году принёс вечные монашеские обеты. Завершил образование в епархиальной семинарии в Пако-Анчо, в Коста-Рике.
8 сентября 1974 года в Коста-Рике был рукоположен во диакона. 9 февраля 1975 года его рукоположили в сан священника. В 1999 году был избран настоятелем миссии кларетинов на Антильских островов. 12 декабря 2012 года римский папа Иоанна Павел II назначил его епископом Кагуаса. 4 февраля 2001 года состоялась его хиротония, которую совершил кардинал Луис Мартинес-Апонте. 22 декабря 2015 года римский папа Франциск назначил его епископом Понсе.